# Tres historias
Three Stories (Tres historias, en español) es el vigésimo-primer episodio de la primera temporada de la serie estadounidense House M. D.. Fue emitido el 17 de mayo de 2005 en Estados Unidos.
House da una clase magistral a unos alumnos del Hospital Escuela. En esa clase expone tres historias que tienen en común sufrir una afección en una de sus piernas. El episodio narra el por qué de la dolencia de House, y es el primero en donde aparece Stacy, la exmujer de House. Fue premiado en 2005 con el Emmy al mejor episodio de serie dramática.

## Sinopsis
Un profesor está enfermo y la directora del hospital, la doctora Cuddy, pide a House que lo reemplace en la clase de diagnóstico. Por supuesto, la primera reacción del doctor es negarse a dar la clase, aunque al final accede a cambio de librarse de unas horas de consultas obligatorias. Su clase de diagnóstico será magistral. Mientras tanto, una mujer que llega al hospital va a hacer que reaparezcan los fantasmas del pasado de House.
La mujer que lo aborda antes de su clase es Stacy Warner (Sela Ward), su antiguo amor, que llega para pedirle ayuda: su marido está enfermo y después de visitar a varios médicos siguen sin saber qué tiene. House ni siquiera sabía que se había casado. Stacy lo presiona para que le dé una respuesta: su esposo sufre dolores abdominales y desmayos, pero los tres médicos que lo han visto no han descubierto qué le pasa. House le dice que no está seguro de querer que su marido viva. Después se dirige a la clase que tiene que dar y expone a los alumnos tres casos en los que los pacientes se quejan de dolor en una pierna; uno de ellos terminará entrando en coma. Los estudiantes dan sus ideas sobre el diagnóstico y él les presenta sus premisas: "nunca creas a los pacientes, investiga por ti mismo y no te preocupes demasiado por ellos". También les dice que en algunas ocasiones estarán tan equivocados que podrán llegar a matar al enfermo.
Durante la pausa del café, House discute con Wilson el dilema que tiene con respecto a Stacy. Para Wilson, Stacy está lo suficientemente desesperada como para acudir ante House en busca de ayuda. Los estudiantes interrumpen la charla y devuelven a House a su clase. Ellos siguen dando ideas sobre los tres casos que les ha presentado mientras él va jugando con la identidad de los pacientes y cambiando sus descripciones (una de las reglas de House es que se debe atender la enfermedad y no el paciente). El paciente N.º 1 de un granjero al que ha mordido una serpiente y le administran un antisuero. Si el paciente sufre una reacción alérgica hay que ponerle otro antiveneno ¿Quién decide buscar por el campo el tipo exacto de serpiente que ha sido y quién simplemente opta por administrarle otro tipo de antídoto? Cada mitad de la clase se inclina por una opción. House les muestra como la mitad de ellos lo salvará y la otra mitad lo matará. 
House presenta los otros dos casos de pacientes con dolor de pierna. El paciente N.º 2 es una jugadora de Voleibol y el paciente N.º 3 una persona (que según House es la bella Carmen Electra de la serie Baywatch, que efectivamente hace el papel en este capítulo) que estaba jugando golf cuando comenzó a quejarse de dolor en la pierna, y aparece como una persona que sólo busca recibir un analgésico porque se trata de un adicto. A la jugadora de volleybol la tratan para problemas en la tiroides pero no respondía y al final se dan cuenta de que tiene cáncer en el fémur, que debe ser operado con la probabilidad de que se deba amputar la pierna. A medida que la clase transcurre, más estudiantes van llegando para presenciar la exposición de House. Incluso los médicos de su equipo, Cameron, Chase y Foreman van a escucharlo y advierten que House está hablando de sí mismo.
House sigue con su clase y cuenta cómo Cuddy trata de convencer a uno de los pacientes de que es necesaria la amputación. Es su propia historia, cuando se negó a autorizar la medida, mientras Stacy estaba a su lado tratando de convencerle para que se opere. En la sala de conferencias ya no van quedando sillas vacías. House les explica que las amputaciones protegen a los médicos: cuanto más corten, menos riesgos corren de que algo vaya mal. En la escena retrospectiva, House dice que no quiere la operación, se empeña en que le hagan un bypass para devolverle la circulación y Stacy se queja de que sea tan testarudo. La operación de House va bien, pero los dolores de pierna son espantosos. Él mismo revisa su informe desde la cama y se alarma ante el aumento del nivel de potasio, anunciándole a la enfermera que está a punto de sufrir un ataque cardíaco. Efectivamente, sufre un ataque y Cuddy corre a la habitación para tratar de salvarle la vida. 
En la conferencia, House explica a los alumnos que el paciente estuvo técnicamente muerto durante un minuto. Tras la intervención quirúrgica su dolor era tan intenso que él mismo optó porque le indujeran un estado de coma para soportar los peores momentos de la recuperación. Stacy estaba tan desesperada por el temor a que muriera que decidió tomar una decisión muy arriesgada, mientras él estaba en coma: a sugerencia de Cuddy, aceptó que realizaran una operación a medio camino entre la amputación y los deseos del paciente. El resultado de la intervención fue que House salvó su vida pero perdió casi totalmente la movilidad de la pierna y quedó con dolores crónicos para el resto de su vida. Al final de la clase algunos de los estudiantes se dan cuenta de que fue House el último paciente.
Cuando termina con la recreación de su propia historia, House decide ocuparse del caso del marido de Stacy y la llama para que se presenten a la mañana siguiente en su consulta. La atención del esposo de Stacy será el caso principal del siguiente capítulo, último de la primera temporada.

## Diagnóstico
El primer caso (el granjero) fue un estreptococo por una mordida de perro y se tuvo que amputar la pierna. El segundo caso (la jugadora de voleibol) fue cáncer en el fémur. Y por último, el tercer caso (House) fue un aneurisma que coaguló y causó un infarto y muerte de tejido muscular en la pierna por la tardanza en diagnosticarlo.

## Premios
Tres Historias ha sido premiado en 2005 como el mejor episodio dramático de 2005 con un premio Emmy.